# Villa Mazán
Villa Mazán är en ort i Argentina.   Den ligger i provinsen La Rioja, i den norra delen av landet, 1 000 km nordväst om huvudstaden Buenos Aires. Villa Mazán ligger 656 meter över havet och antalet invånare är 1 090.
Terrängen runt Villa Mazán är varierad. Runt Villa Mazán är det glesbefolkat, med 12 invånare per kvadratkilometer.. Villa Mazán är det största samhället i trakten.
Omgivningarna runt Villa Mazán är i huvudsak ett öppet busklandskap.